# Żółty krzyż (trylogia)
Żółty krzyż – trylogia powieściowa Andrzeja Struga wydana w 1933.
Cykl składa się z powieści: Tajemnica Renu, Bogowie Germanii  oraz Ostatni film Evy Evard.
Powieści kreślą panoramiczny obraz I wojny światowej. Akcja rozgrywa się na froncie zachodnim i jego tyłach w Niemczech i Francji. Głównym wątkiem jest skomplikowana intryga szpiegowska. Cykl utrzymany jest w poetyce ekspresjonizmu. Zabiegi pisarskie nawiązują do technik montażu filmowego, zaś motywacje bohaterów przedstawiane są w sposób psychologicznie wiarygodny. W powieściach pojawiają się nawiązania do autentycznych wydarzeń i postaci, np. Maty Hari. Obecne są też motywy pacyfistyczne i antymilitarystyczne. Autor ukazuje zabójcze działanie ówczesnych środków walki, w tym gazów bojowych, których pojemniki Niemcy oznaczali żółtymi krzyżami. Obarcza przy tym konstruktorów i naukowców odpowiedzialnością moralną za tragedie powodowane tą bronią. Cykl stanowi przestrogę przed powtórzeniem katastrofy wojennej.